# Alois Mock
Alois Mock (10. června 1934 Euratsfeld – 1. června 2017) byl rakouský politik, předseda Rakouské lidové strany a ministr zahraničí.

## Život
Vystudoval práva na Vídeňské univerzitě.
V šedesátých letech působil jako tajemník tehdejšího rakouského premiéra Josefa Klause.
V letech 1987 až 1995 byl ministrem zahraničí – v této funkci se společně s Jiřím Dienstbierem podílel na odstraňování železné opony na československo-rakouských hranicích na sklonku roku 1989. Byl také tahounem rakouské snahy o vstup do Evropské unie.